# Filipa Azevedo
Filipa Azevedo, nome completo Filipa Daniela Azevedo de Magalhães (Gondomar, 31 luglio 1991), è una cantante portoghese.
Nel 2010 si aggiudica il primo posto al concorso canoro nazionale Festival da Canção e nello stesso anno rappresenta il Portogallo all'Eurovision con la canzone Há dias assim.